# Longueuil Collège Français (QMJHL)
Longueuil Collège Français byl kanadský juniorský klub ledního hokeje, který sídlil v Longueuilu v provincii Québec. V letech 1988–1991 působil v juniorské soutěži Quebec Major Junior Hockey League. Zanikl v roce 1991 přestěhováním do Montréalu, kde byl vytvořen tým Verdun Collège Français. Své domácí zápasy odehrával v hale Colisée Jean Béliveau s kapacitou 2 400 diváků.
Nejznámější hráči, kteří prošli týmem, byli např.: Joël Bouchard, Donald Brashear, Philippe DeRouville nebo Karl Dykhuis.

## Přehled ligové účasti
Zdroj: 
- 1988–1990: Quebec Major Junior Hockey League
- 1990–1991: Quebec Major Junior Hockey League (Lebelova divize)